# コナー・リプリー
コナー・リプリー（Connor Ripley 、1993年2月13日 - ）は、イングランドのミドルズブラ出身のプロサッカー選手。モアカムFC所属。ポジションはGK。

## 経歴

### クラブ
ブラックバーン・ローヴァーズFCでのプレーを経て、2009年にミドルズブラFCに加入。2011年1月にクラブとプロ契約を締結した。3月のレディングFC戦でプロデビューを果たした。
2019年1月、EFLチャンピオンシップのプレストン・ノースエンドFCに完全移籍。
2022年6月、モアカムFCへの移籍が発表された。

### 代表
U-19及びU-20のイングランド代表歴がある。2013年にはエストニアで開催されたFIFA U-20ワールドカップに参加した。

## 所属クラブ
ユース
- ブラックバーン・ローヴァーズFC
- ミドルズブラFC 2009-2011

プロ
- ミドルズブラFC 2011-2019

→ オックスフォード・ユナイテッドFC 2012 (loan)
→ ブラッドフォード・シティAFC 2013-2014 (loan)
→ エステルスンドFK 2014 (loan)
→ マザーウェルFC 2015-2016 (loan)
→ オールダム・アスレティックAFC 2016-2017 (loan)
→ バートン・アルビオンFC 2017-2018 (loan)
→ ベリーFC 2018 (loan)
→ アクリントン・スタンリーFC 2018-2019 (loan)
- プレストン・ノースエンドFC 2019-2022

→ サルフォード・シティFC 2021 (loan)
- モアカムFC 2022-